# Pyramidenspitze
La Pyramidenspitze est un sommet des Alpes, à 1 997 m d'altitude, dans le Kaisergebirge, et en particulier dans le chaînon du Zahmer Kaiser, en Autriche (land du Tyrol).